# Phylloscopus cantator
Phylloscopus cantator é uma espécie de ave da família Phylloscopidae.
Pode ser encontrada nos seguintes países: Bangladesh, Butão, China, Índia, Laos, Myanmar, Nepal e Tailândia.
Os seus habitats naturais são regiões subtropicais ou tropicais húmidas de alta altitude.